# Japán körte
A japán körte (Pyrus pyrifolia) Kelet-Ázsiában honos körtefaj. Nevezik még ázsiai körtének, kínai körtének, koreai körtének, homokkörtének, almakörtének és a P. × bretschneideri, valamint P. ussuriensis fajtákkal együtt Nasi körtének is.

## Jellemzői
A japán körte nem hasonlít az Európában honos Pyrus communisra. Kerekded, sárgás, almára hasonlító formájú. Húsa lédús, emiatt szomjoltásra használják leginkább, süteményekbe, lekvárnak nem alkalmas, azonban főzéskor, sütéskor, marináláskor használják természetes édesítőként, illetve salátába is. Száz gramm gyümölcs 42 kalóriát tartalmaz. Fája tűri a fagyot, a laza talajt kedveli.

## Képek

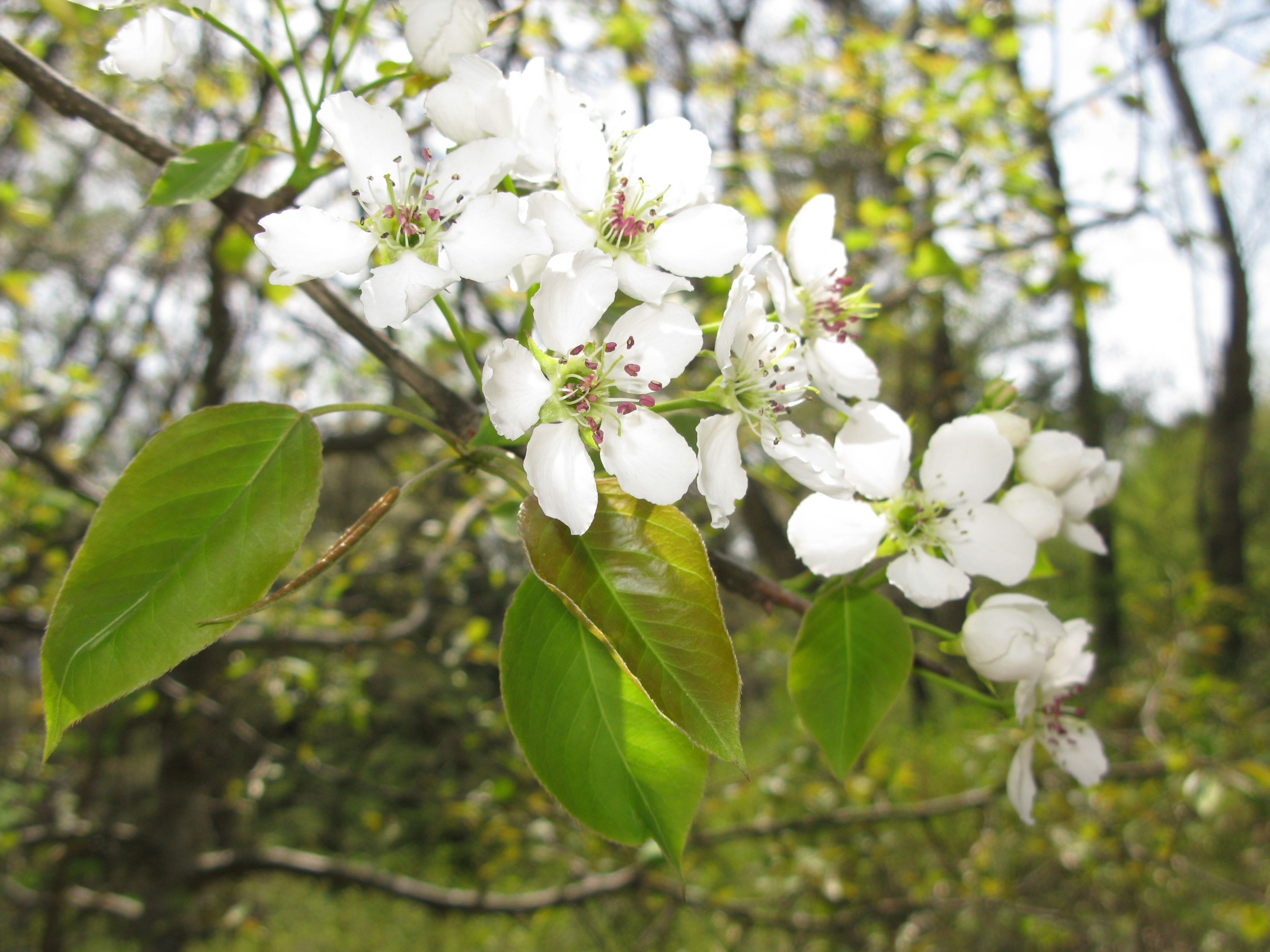
virága
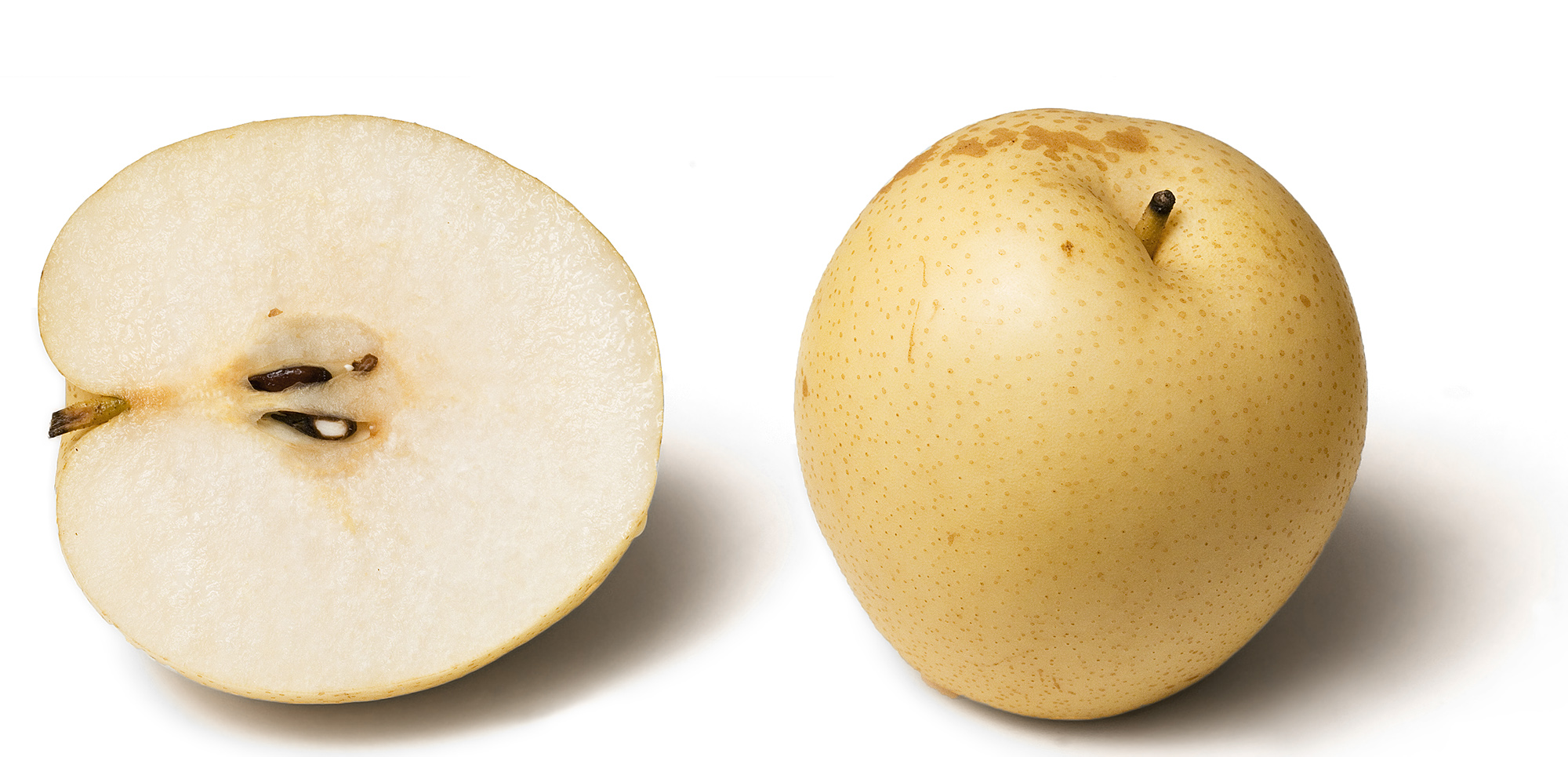
gyümölcse
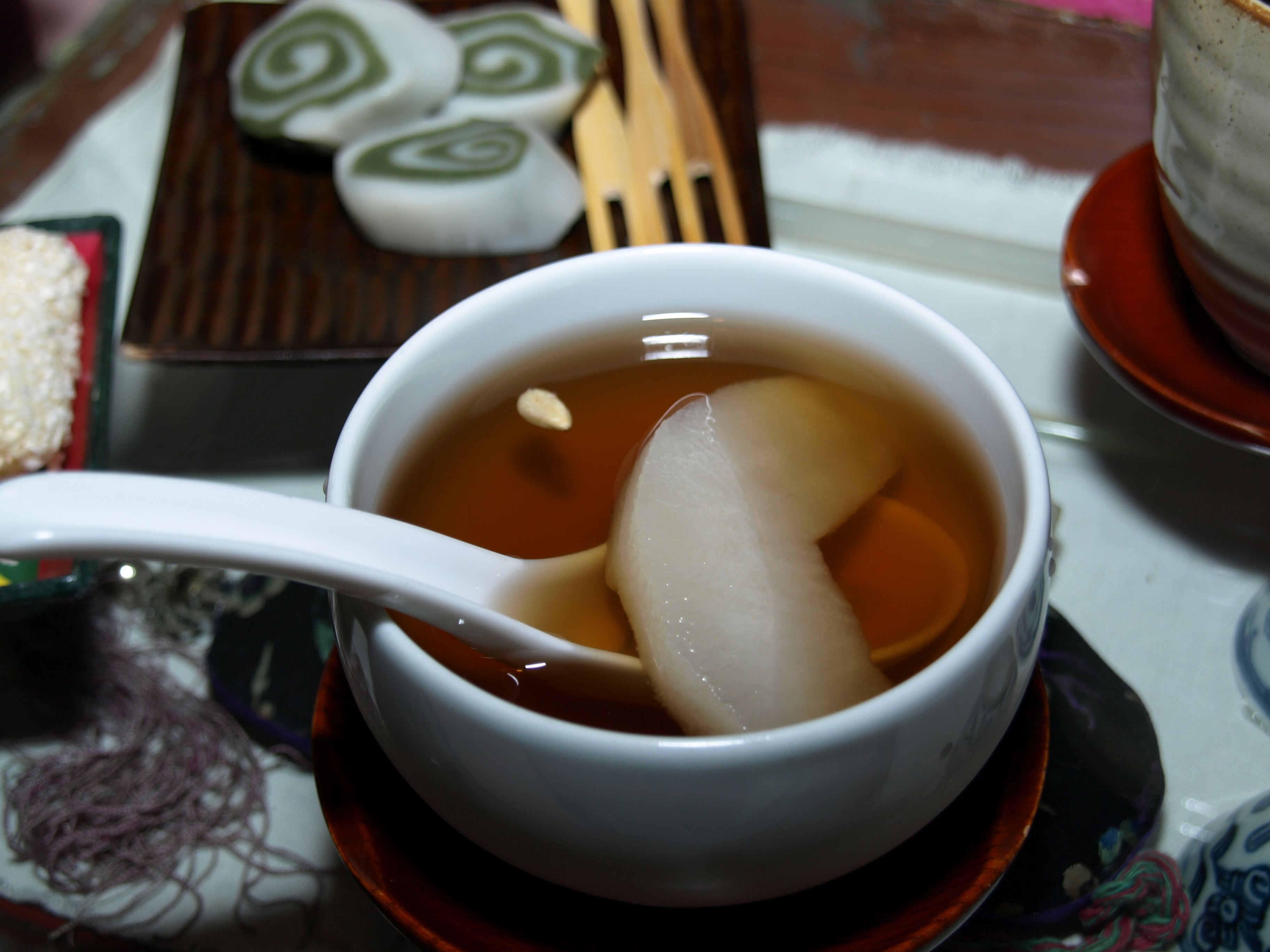
koreai hvacshe (hwachae) ital körtéből